# Adnan Menderes Airport
Adnan Menderes Airport er en lufthavn, som ligger i Gaziemir i Izmir. 
Fra lufthavnen flyver der både indenrigs og udenrigs fly.